# Fernandão
Fernandão (eigentlich Fernando Lúcio da Costa; * 18. März 1978 in Goiânia; † 7. Juni 2014 in Aruanã) war ein brasilianischer Fußballspieler und -trainer.

## Spielerkarriere

### Vereine
Der 1,90 m große Stürmer begann seine Profikarriere 1997 beim Esporte Clube Goiás in seiner Heimatstadt. 2001 wechselte er nach Frankreich zu Olympique Marseille und absolvierte 61 Spiele für den Klub. 2003 wurde er an den FC Toulouse verliehen und kehrte 2004 nach Brasilien zurück, um für Internacional Porto Alegre zu spielen.
Mit Internacional erreichte er 2005 den 2. Platz in der Campeonato Brasileiro de Futebol. Im gleichen Jahr kam er zu seinem ersten Einsatz in der Nationalmannschaft, in einem Spiel gegen Guatemala.
2006 führte er Internacional als Mannschaftskapitän zum Sieg bei der Copa Libertadores. Fernandão war Torschützenkönig der Copa und wurde als bester Spieler des Finales ausgezeichnet, in dem er ein Tor erzielte und ein anderes vorbereitete. Im Dezember 2006 gewann er mit Internacional die FIFA Klub-Weltmeisterschaft. 2008 wechselte er zum katarischen Club Al-Gharafa.
Nach einer Saison kehrte er nach Brasilien zurück und spielte noch für Goiás EC und FC São Paulo.

### Nationalmannschaft
2005 wurde Fernandão in einem Freundschaftsspiel gegen Guatemala ein einziges Mal in der brasilianischen Fußballnationalmannschaft eingesetzt.

## Trainer-/Managerkarriere
Im Juli 2011 beendete Fernandão seine aktive Laufbahn und wurde Sportdirektor bei Internacional Porto Alegre. Nach einem Jahr wurde er dann kurzzeitig Cheftrainer des Vereins, nachdem Dorival Júnior entlassen worden war.

## Tod
Fernandão kam am 7. Juni 2014 im Alter von 36 Jahren bei einem Hubschrauberabsturz in der Nähe seines Landsitzes ums Leben. Mit ihm starben sein Verwalter, ein Stadtrat von Palmeiras de Goiás und ein weiterer Passagier.

## Erfolge
Goiás
- Staatsmeisterschaft von Goiás: 1996, 1997, 1998, 1999, 2000
- Série B: 1999
- Copa Centro-Oeste: 2000, 2001

International
- Staatsmeisterschaft von Rio Grande do Sul: 2005
- Copa Libertadores: 2006
- FIFA Klub-Weltmeisterschaft: 2006